# Herbert-River-Ringbeutler
Der Herbert-River-Ringbeutler (Pseudochirulus herbertensis) ist ein Beutelsäuger aus der Familie der Ringbeutler, der in den Wäldern der Atherton Tablelands im nördlichen Queensland zwischen Kuranda und Ingham vorkommt.

## Merkmale
Herbert-River-Ringbeutler haben eine Kopf-Rumpf-Länge von 30 bis 40 cm, eine Schwanzlänge von 34 bis 47 cm und ein Gewicht von 0,75 bis 1,5 kg. Durch seine kontrastreiche Färbung mit einem tief braunschwarzen Rücken und einem weißen Bauch ist die von jeder anderen Ringbeutlerart gut zu unterscheiden. Es gibt zwei Morphen, eine tiefschwarze, bei der nur der Bauch weiß ist und eine zweite bei der sich die weißliche Bauchfärbung bis auf die Körperseiten und die Oberarme erstreckt. Bei letzterer ist auch die Schwanzspitze weiß.

## Vorkommen, Lebensraum und Lebensweise

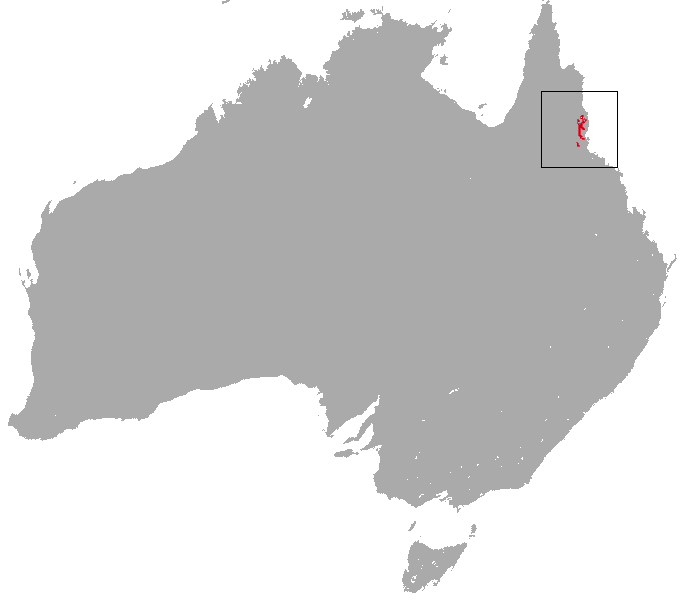
Verbreitungskarte des Herbert-River Ringbeutlers

Der Herbert-River-Ringbeutler kommt in Regenwäldern auf Basaltböden zwischen 350 und 800 Metern über dem Meeresspiegel vor. Die Tiere sind nachtaktiv und verbringen den Tag in Baumhöhlen, unter Epiphyten oder, wenn andere Möglichkeiten nicht zur Verfügung stehen, in selbst gebauten Nestern. Sie ernähren sich vor allem von Blättern. Mehr als die Hälfte der Nahrung wird in einer Höhe von weniger als 11 Meter über den Erdboden gefressen, nur ein Viertel in Höhen von 16 bis 20 Metern. Herbert-River-Ringbeutler sind Einzelgänger. Das von einem Individuum bewohnte Gebiet hat eine Größe von 0,52 bis 3,3 Hektar. Die durchschnittliche Populationsdichte liegt bei einem Tier auf einer Fläche von zwei Hektar.

## Fortpflanzung
Die Fortpflanzungszeit erstreckt sich über einen großen Teil des Jahres und reicht von April bis Dezember mit den meisten Geburten von Mai bis Juli. Die Weibchen haben zwei Zitzen im Beutel und bekommen pro Wurf ein bis zwei Jungtiere. Die Jungtiere sind zunächst unbehaart, das Fell entwickelt sich mit einem Alter von etwa 90 Tagen und die Jungen verlassen den Beutel endgültig im Alter von 115 bis 120 Tagen. Wenn sie 150 bis 160 Tage alt sind, werden sie entwöhnt und mit einem Alter von einem Jahr werden sie geschlechtsreif.

## Gefährdung
Die IUCN klassifiziert den Herbert-River Ringbeutler in die Kategorie „ungefährdet“ (Least Concern). Mit einer Fläche von weniger als 5000 km² ist das Verbreitungsgebiet zwar klein, die Tiere sind jedoch recht häufig, das Verbreitungsgebiet ist Bestandteil der geschützten Wet Tropics World Heritage Area, große Bedrohungen für den Bestand fehlen und er scheint nicht abzunehmen. Zu den Beutegreifern, die den Herbert-River Ringbeutler jagen, gehören der Rautenpython (Morelia spilota), der Australische Amethystpython (Simalia kinghorni), der Rostkauz (Ninox rufa) und die Flecken-Rußeule (Tyto multipunctata).